# مجمع بازار
مجمع بازار (بالفارسية: مجموعه بازار) هي بازار تاريخية تعود إلى عصر السلالة الصفوية، وتقع في خوي.